# William Tennant
Pour les articles homonymes, voir Tennant.
 (juin 2016).
Si vous disposez d'ouvrages ou d'articles de référence ou si vous connaissez des sites web de qualité traitant du thème abordé ici, merci de compléter l'article en donnant les références utiles à sa vérifiabilité et en les liant à la section « Notes et références ».
William George « Bill » Tennant, né le 2 janvier 1890 à Upton-upon-Severn et mort le 26 juillet 1963 à Worcester, est un amiral de la Royal Navy durant la Seconde Guerre mondiale.

## Biographie
Tennant participe à la bataille de Dunkerque, tout particulièrement à l'opération Dynamo en mai-juin 1940. Il est présent sur les plages dunkerquoises jusqu'au 2 juin pour organiser l'évacuation des soldats dans les embarcations venues les chercher.
Capitaine de vaisseau du croiseur de bataille HMS Repulse à partir de juin 1940, son navire est tout d'abord affecté dans l'océan Atlantique avant de faire partie de la Force Z chargée de renforcer la flotte britannique en Orient et de protéger les possessions du Commonwealth dans le cadre de la stratégie de Singapour. Déployée pendant l'invasion japonaise de la Malaisie, la force Z voit son navire amiral, le cuirassé HMS Prince of Wales, ainsi que le HMS Repulse détruits par l'aviation japonaise le 10 décembre 1941. Tennant, rescapé, est recueilli par un des destroyers d'escorte.